# Vlag van Terneuzen

Vlag van Terneuzen

Vlag van Terneuzen (1972-2003)

Vlag van Terneuzen (1964-1972)

De vlag van Terneuzen is vastgesteld op 2 januari 2003 door de gemeenteraad van de Nederlandse gemeente Terneuzen. De vlag is geïnspireerd door het gemeentewapen en is gebaseerd op de wapens en vlaggen van de voormalige gemeenten Axel, Sas van Gent en de vroegere gemeente Terneuzen. De sleutel uit Axel en de leeuw en de blauwe banen (water) uit Terneuzen. In de bovenhals rode en witte banen uit Sas van Gent. Deze banen symboliseren de kanaalarmen die Sas van Gent doorsnijden. De vlag verving de gemeentevlag van 1972.

## Vlag van 1972
Op 27 april 1972 werd door de gemeenteraad van de toenmalige gemeente een vlag vastgesteld met de volgende beschrijving:
Negen golvende banen van blauw en wit met een rode leeuw, komend uit de zevende baan en met een rode sleutel in zijn rechtervoorklauw.
Deze vlag was gebaseerd op het gemeentewapen uit 1970, dat was verleend na toevoeging van Biervliet en Zaamslag.

## Vlag van 1964
Voor 1970 gebruikte Terneuzen een vierkante wapenbanier: het volledige wapenbeeld (van het in 1817 vastgestelde gemeentewapen) in vlagvorm dus.

## Verwante vlaggen en wapens

Wapen van Terneuzen (2002)
Vlag van Sas van Gent
Vlag van Axel
Wapen van Terneuzen (1970)
Wapen van Terneuzen (1817)
Wapen van Axel
Wapen van Sas van Gent